# Prelatura territorial
Una prelatura territorial es un tipo de organización o prelatura de la Iglesia católica que es definida en el canon 370 del Código de Derecho Canónico:

La prelatura territorial o la abadía territorial es una determinada porción del pueblo de Dios, delimitada territorialmente, cuya atención se encomienda por especiales circunstancias, a un Prelado o a un Abad, que la rige como su pastor propio, del mismo modo que un Obispo diocesano.

Benedicto XV describe la potestad de los prelados en su territorio de esta manera:
... de ellos se dice que constituyen una especie de cuasidiócesis, donde el Prelado, con excepción de aquello que es propio del Orden episcopal, ejerce todas las demás atribuciones que por otros conceptos corresponden a la Jurisdicción episcopal.[cita requerida]
Por lo tanto, la prelatura territorial consta de pueblo (fieles laicos) y clero, y se circunscribe a un territorio determinado. En muchos casos, las prelaturas territoriales, cuando cumplen una serie de requisitos, pasan a ser diócesis.
Con anterioridad al Concilio Vaticano II existía la figura de la "prelatura nullius dioecesis" (es decir, de ninguna diócesis), a cuyo frente se encontraba el "prelado nullius". Esta figura, a partir del Concilio, pasó a denominarse prelatura territorial.
De las 40 prelaturas territoriales existentes en noviembre de 2022, casi la mitad se encuentra en Brasil y Perú (casi el 80 % están en América Latina); pero también las hay en Filipinas y algunos países de Europa). Una situación muy especial se da con la Misión de Francia, que jurídicamente es una prelatura territorial.

## Prelaturas territoriales en América Latina

### México y América Central
- México
  - Prelatura territorial de El Salto, sufragánea de la arquidiócesis de Durango.
  - Prelatura territorial de Huautla, sufragánea de la arquidiócesis de Antequera.
  - Prelatura territorial de Jesús María, el Nayar, sufragánea de la arquidiócesis de Guadalajara.
  - Prelatura territorial de Mixes, sufragánea de la arquidiócesis de Antequera.

De los países que conforman el Secretariado Episcopal de América Central y Panamá, solo dos países tienen prelaturas territoriales:
- Guatemala
  - Prelatura territorial del Santo Cristo de Esquipulas, sufragánea de la arquidiócesis de Guatemala.
- Panamá
  - Prelatura territorial de Bocas del Toro, sufragánea de la arquidiócesis de Panamá.

### América del Sur
De los demás países que conforman el Consejo Episcopal Latinoamericano, existen prelaturas territoriales en seis países:
- Argentina
  - Prelatura territorial de Cafayate, sufragánea de la arquidiócesis de Salta.
  - Prelatura territorial de Deán Funes, sufragánea de la arquidiócesis de Córdoba.
  - Prelatura territorial de Esquel, sufragánea de la arquidiócesis de Bahía Blanca.
  - Prelatura territorial de Humahuaca, sufragánea de la arquidiócesis de Salta.
- Bolivia
  - Prelatura territorial de Aiquile, sufragánea de la arquidiócesis de Cochabamba.
  - Prelatura territorial de Corocoro, sufragánea de la arquidiócesis de La Paz.
- Brasil
  - Prelatura territorial de Alto Xingu-Tucumã, sufragánea de la arquidiócesis de Santarén.
  - Prelatura territorial de Itacoatiara, sufragánea de la arquidiócesis de Manaos.
  - Prelatura territorial de Itaituba, sufragánea de la arquidiócesis de Santarém.
  - Prelatura territorial de Lábrea, sufragánea de la arquidiócesis de Porto Velho.
  - Prelatura territorial de Marajó, sufragánea de la arquidiócesis de Belém do Pará.
  - Prelatura territorial de São Félix, sufragánea de la arquidiócesis de Cuiabá.
  - Prelatura territorial de Tefé, sufragánea de la arquidiócesis de Manaos.
- Chile
  - Prelatura territorial de Illapel, sufragánea de la arquidiócesis de La Serena.
- Perú
  - Prelatura territorial de Ayaviri, sufragánea de la arquidiócesis de Arequipa.
  - Prelatura territorial de Caravelí, sufragánea de la arquidiócesis de Ayacucho.
  - Prelatura territorial de Chota, sufragánea de la arquidiócesis de Piura.
  - Prelatura territorial de Chuquibamba, sufragánea de la arquidiócesis de Arequipa.
  - Prelatura territorial de Chuquibambilla, sufragánea de la arquidiócesis de Cusco.
  - Prelatura territorial de Huamachuco, sufragánea de la arquidiócesis de Trujillo.
  - Prelatura territorial de Juli, sufragánea de la arquidiócesis de Arequipa.
  - Prelatura territorial de Moyobamba, sufragánea de la arquidiócesis de Trujillo.
  - Prelatura territorial de Santiago Apóstol de Huancané, sufragánea de la arquidiócesis de Arequipa.
  - Prelatura territorial de Yauyos, sufragánea de la arquidiócesis de Lima.

## Prelaturas territoriales en Europa y Filipinas
- Filipinas
  - Prelatura territorial de Batanes, sufragánea de la arquidiócesis de Nueva Segovia.
  - Prelatura territorial de Infanta, sufragánea de la arquidiócesis de Lipá.
  - Prelatura territorial de Isabela, sufragánea de la arquidiócesis de Zamboanga.
  - Prelatura territorial de Marahui, sufragánea de la arquidiócesis de Ozámiz.
- Francia
  - Prelatura territorial de la Misión de Francia, sufragánea de la arquidiócesis de Dijon.
- Italia
  - Prelatura territorial de Loreto, sufragánea de la arquidiócesis de Ancona-Osimo.
  - Prelatura territorial de Pompeya, sufragánea de la arquidiócesis de Nápoles.
- Noruega
  - Prelatura territorial de Tromsø (incluye las islas Svalbard y Jan Mayen).
  - Prelatura territorial de Trondheim.